# FCForum
El Foro de Cultura Libre (en inglés Free Culture Forum, FCForum) es un encuentro internacional que reúne a organizaciones y expertos en el ámbito de la cultura, los derechos digitales y el acceso al conocimiento libre, para crear un marco estratégico global y una estructura de coordinación internacional.

## Organizadores
El primer FCForum que se realizó en 2009 estuvo organizado por Xnet (antes conocida como eXgae), Simona Levi, Mayo Fuster Morell, Networked Politics y Free Knowledge Institute. La edición siguiente (2010) estuvo organizada por Xnet, Simona Levi, Mayo Fuster Morell y YProductions, con el asesoramiento de Felix Stalder. En el encuentro participan organizaciones, artistas, miembros del movimiento de Cultura Libre, abogados, economistas, profesores universitarios, hackers, blogueros e investigadores de más de 20 países.

## Ediciones

### FCForum 2009
El primer FCForum se celebró en Barcelona entre el 29 de octubre y el 1 de noviembre de 2009, coincidiendo con la segunda gala de los oXcars y la presidencia española de la Unión Europea. En él se elaboraron propuestas para presentar la opinión de la ciudadanía frente al debate sobre la privatización de la creación y la "propiedad intelectual", y su incidencia en el acceso al conocimiento y en la creación y distribución del arte y la cultura. Al evento acudieron observadores oficiales de la Comisión de Cultura y Educación y de la Comisión de Protección de los Consumidores de la Unión Europea, de la Secretaría de Cultura Digital del gobierno de Brasil y de distintas instituciones y partidos políticos.
Los participantes se reunieron en cinco mesas de trabajo divididas por temáticas con cuatro objetivos concretos: redactar una Carta de Reivindicaciones con validez internacional, establecer una red de apoyo y movilización para optimizar la eficacia de las redes existentes, llevar los temas al gran público y coordinar acciones futuras.

#### Temáticas
Los participantes del FCForum se organizaron en grupos de trabajo centrados en las siguientes temáticas:
1. Perspectivas legales y acceso de los usuarios
  1. Acceso al conocimiento y derechos de los ciudadanos
  2. Regulación del reparto de los derechos de autor
  3. Regulación de Internet
2. Economías, nuevos modelos P2P y sostenibilidad distributiva
3. Educación y gestión del conocimiento
4. Software libre y estándares abiertos: filosofía hacker de conocimiento compartido y herramientas de acción
5. Lógica organizativa e implicaciones políticas de la cultura libre

#### Carta para la innovación, la creatividad y el acceso al conocimiento
Los participantes del FCForum 2009 redactaron de manera colectiva un documento sobre los derechos de los artistas y los ciudadanos en la era digital. Amparada en la declaración del Comité de Derechos Económicos, Sociales y Culturales de la ONU, la Carta propone una serie de reformas inspiradas en la economía social para adaptar la legislación, la gestión de derechos de autor y las infraestructuras al nuevo contexto de la era digital y reivindica que la libre circulación de la cultura es compatible con que los artistas reciban una remuneración. Defiende el derecho de cita, el derecho de copia privada, siempre que sea sin ánimo de lucro, y el fair use. Reclama también el derecho de los ciudadanos a servicio universal de banda ancha, a la "libre disposición de la ciencia, la cultura, el conocimiento y las tecnologías propiedad de las instituciones públicas" y a relacionarse con la Administración Pública mediante estándares abiertos.
El documento fue difundido a través de Internet y enviado a un millar de gobiernos e instituciones políticas y sociales de todo el mundo. Ha sido utilizada como documento de trabajo en congresos y conferencias sobre el tema, como el 26th Chaos Communication Congress (Berlín, 2010) y la Free Culture X Conference (Nueva York, 2010).

### FCForum 2010
La segunda edición del FCForum se celebró en Barcelona del 28 al 31 de octubre de 2010 y giró en torno a los nuevos modelos de beneficios en la era digital.

#### Temáticas
Los y las participantes del FCForum se organizaron en grupos de trabajo centrados en las siguientes temáticas:
1. Sostenibilidad económica y gobernanza de la colaboración abierta en línea
2. Nuevos modelos de sostenibilidad para el sector creativo
3. Infraestructura libre y abierta para la collaboration abierta
4. Herramientas para reformas políticas
5. La información producida por el sector público

#### Modelos sostenibles para la creatividad en la era digital
En febrero de 2011 se hicieron públicos dos documentos elaborado a raíz de este encuentro: Declaración del FCForum: Modelos sostenibles para la creatividad y el Manual de uso para la creatividad sostenible, dirigidos a reformadores políticos, ciudadanos y activistas de la cultura libre. El punto de partida de ambos documentos es que el actual sistema de gestión de los derechos de autor y distribución cultural ha quedado obsoleto en la era digital y que el software libre y la producción y distribución entre pares no son incompatibles con las estrategias de mercado y la distribución comercial. El Manual propone nuevos modelos, con y sin ánimo de lucro, e insiste en que Internet debe permanecer libre y abierta para permitir desarrollar modelos de colaboración en línea, ya que es una herramienta que pone en contacto a creadores y público. El manual hace un repaso de nuevos modelos de financiación que ya se están llevando a cabo, como el freemium, el micromecenazgo o los sistemas de micropagos en los que los usuarios realizan pequeñas aportaciones económicas a proyectos que buscan dinero para empezar (como Kickstarter o lanzanos.com) o a iniciativas ya en marcha que reciben dinero en función de las votaciones de los usuarios (como Flattr, creado por Peter Sunde y Linus Olsson). Propone también que los creadores de plataformas comerciales de cooperación compartan los ingresos con los creadores de los contenidos que publican.
La Declaración del FCForum ha sido firmada por 80 personas y organizaciones, entre ellas Richard Stallman.

### FCForum 2011
La tercera edición se celebró en Barcelona los días 28, 29 y 30 de octubre bajo el título Redes para una R-evolución.
El primer día estuvo dedicado a los modelos sostenibles para la creación en la era digital. Hubo una mesa redonda sobre la oferta de cine por Internet en el Estado español, con la presencia de Álex de la Iglesia, Juan Carlos Tous, Amparo Peiró, Eudald Doménech y el abogado Josep Jover. Yproducciones, Kayros Transmedia, Daniel Granados, Kolector, Flattr, Goteo y Verkami profundizando sobre las alternativas sostenibles para el sector creativo.
El segundo día se centró en los retos y herramientas de defensa de Internet y del compartir y en las herramientas de comunicación, autoorganización y defensa en el marco de la revolución global. Algunos de los participantes fueron el abogado David Bravo, La Quadrature du Net, John Perry Barlow y Richard Stallman.

### FCForum 2012
La cuarta edición del FCForum se celebró en el Arts Santa Mònica los días 26 y 27 de octubre.
El primer día giró en torno a los modelos sostenibles para el sector creativo, con ejemplos prácticos en el periodismo, la enseñanza (Freeangle) y el sector editorial (Bookcamping). Se presentó el informe sobre micromecenazgo "Experiencias de Crowdfunding en el Estado Español y Cataluña: Principales características, retos y obstáculos. Inspiración y recomendaciones para un instrumento más sólido de financiación transversal colectiva, pública y privada de la cultura". Uno de los bloques temáticos se centró en los ciberdelitos como excusa para criminalizar y controlar Internet, con una introducción a cargo del abogado Carlos Sánchez Almeida y la presentación de proyectos como el proyecto Tor y Telecomix.
El segundo día estuvo dedicado a la democracia en la era digital, con debates sobre transparencia de las instituciones públicas (Cuentas Claras, Discursia, Sueldos Públicos, Graba tu Pleno, Qué hacen los diputados, Open Knowledge Foundation, Access Info, Tu Derecho a Saber y Civio), periodismo y libertad de información y democracia en red.
En esta edición se trabajó también en torno a la idea de un sistema colaborativo para reformar la legislación sobre Propiedad Intelectual en el ámbito del Estado español y la Unión Europea, partiendo de los documentos del FCForum y de la propuesta de La Quadrature du Net.
Han participado en el libro Cultura libre digital - Nociones básicas para defender lo que es de todxs, publicado en 2012 por la editorial Icaria.

### FCForum 2013
La quinta edición del FCForum tuvo lugar en el Arts Santa Mònica el día 25 de octubre. Giró en torno a cuatro ejes:
- Modelos sostenibles para una cultura compartida. Participaron en el panel: Jaron Rowan, Rubén Martínez, coautor del libro La tragedia del Copyright y Yolanda Quintana participó con una ponencia sobre los casos de Aaron Swartz y Edward Snowden.
- Ciencia de Datos - posibilidades y límites del Big Data. Los participantes en esta conferencia fueron Toret (Xnet) y Óscar Marín Miró de Grupo Datanalysis15m que hablaron sobre las potencialidades y límites del big data en su uso para la transformación social; y Karma Peiró que como representante de la Open Knowledge Foundation habló sobre el estado del periodismo de datos en España.
- Democracia de red. En este panel participaron: Justo Carracedo, José David Carracedo, Diego Garzia y Nathan Freitas.
- Dinero electrónico y moneda distribuida - Fortalezas y debilidades; panel que cerró el forum con la participación de Javier Creus y Stefan Blasel.[19]

### FCForum 2014
La sexta edición del FCForum se desarrolló en varios espacios y días:
El 4 de noviembre en el Barcelona Growth Center tuvo lugar la jornada sobre Democracia en Red y Tecnopolítica en la que ocho ponentes explicaron a partir de su experiencia ambas dimesiones y prácticas de la tecnopolítica y la democracia. Los ponentes fueron: Joan Subirats catedrático de la (Universidad Autónoma de Barcelona, Simona Levi, fundadora de Xnet, Ismael Peña-López, profesor de la UOC, Víctor Sampedro, profesor de la Universidad Rey Juan Carlos, Antonio Ruíz, de Appgree, Sergio Salgado de 15MpaRato y Partido X, Javier Toret, Miguel Arana, miembro del Laboratorio Democrático y Francesca Bria, responsable del proyecto europeo D-CENT.
Los días 5, 6 y 7 de noviembre en el Centre Universitari del Disseny de Barcelona tuvieron lugar varios talleres sobre herramientas de diseño y conferencias alrededor de cinco bloques:
- Prácticas de diseño libre
- Prótesis y cacharros
- Hardware abierto y diseño
- Perspectivas críticas en arte y diseño
- Diseño de espacios abiertos[21]

Participantes
En esta edición participaron numerosos diseñadores, artistas, asociaciones y colectivos culturales como: Anne Laforet, Femke Snelting, Josianito Llorente, En torno a la silla, Exando una Mano, Ana Isabel Carvalho y Ricardo Lafuente, OSP, Raúl Nieves (Faboratory), Tomas Diez (FabLabBcn), LaCol, Zuloark o Makea Tu Vida.
Los días 27, 28 y 29 de noviembre tuvo lugar en el Centro de Cultura Contemporánea de Barcelona, The Influencers, un festival de arte no convencional, guerrilla de la comunicación y entretenimiento radical.

### FCForum 2015
Con el título de Fighters&Makers, la séptima edición del FCForum se desarrolló durante los días 30 y 31 de octubre y 2 de noviembre de 2015 en distintos espacios.
El 30 de octubre en la Sala Conservas de Barcelona tuvieron lugar una serie de grupos de trabajo sobre las siguientes temáticas:
- Legislaciones sobre copyright y propiedad intelectual. Neutralidad de la Red.[24]

Con la participación de Diego Naranjo y Maryant Fernández-Pérez (European Digital Rights), Till Kreutzer (Initiative Against An Ancillary Copyright – IGEL), Gaelle Krikorian (asesora en Acceso al Conocimiento y Propiedad Intelectual), Estelle Massé (Access), Thomas Lohninger (Netzfreiheit), Rejo Zenger (Bits of Freedom) y Jérémie Zimmermann (La Quadrature du Net).
- Libertad de expresión, libertad de información

Participaron James Love, Knowledge Ecology International – KEI), Jeremy Malcolm (Electronic Frontier Foundation), Renata Ávila (abogada pro derechos humanos y propiedad intelectual, asesora de Wikileaks, Courage Foundation, Creative Commons y miembro de Web We Want) , Diego Naranjo y Maryant Fernández-Pérez (European Digital Rights) y Ali Nikouei (Baaroo Foundation).
El 31 de octubre la alcaldesa de Barcelona, Ada Colau, recibió una delegación del Free Culture Forum que le entrega el borrador de un documento de recomendaciones para la implementación de medidas para la Neutralidad de la Red y contra los abusos de Propiedad Intelectual, las patentes y los secretos comerciales.
Esta segunda jornada tuvo lugar en el centro cultural La Farinera del Clot, de Barcelona, abriéndose con la presentación para prensa y asistentes del "Grupo Ciudadano contra la corrupción" Plataforma estatal de grupos ciudadanos activos contra la corrupción formado por Simona Levi y Sergio Salgado, del Buzón de Filtraciones de Xnet y de 15MpaRato; Audita Sanidad, grupo de auditoría ciudadana de la deuda en sanidad; Ana Garrido, una de las primeras denunciantes del caso Gürtel; Kontuz,  asociación ciudadana de usuarios, consumidores y contribuyentes de Navarra que ha destapado grandes casos de corrupción; Acción Cívica; Encarnación Cortés, concejal que denunció corrupción en la localidad de Benalmádena; David Fernàndez; Fernando Urruticoechea, quien ha denunciado varios casos de corrupción desde la administración pública y Patricia Suárez Ramírez, activista en la defensa de los abusos bancarios. Fundadora y presidenta de ASUFIN.
Además de la participación como asesores de la Plataforma Auditoría Ciudadana de la Deuda , Pau A. Monserrat, economista autor del libro ‘La banca culpable’ y Raúl Burillo,  inspector de hacienda, estuvo al frente del equipo de inspectores en la investigación de casos como ‘Palma Arena’, ‘Son Oms’ o ‘Maquillaje’.
El Grupo Ciudadano contra la Corrupción presentó además un decálogo de defensa para "alertadores" contra la corrupción.
La jornada continuaría con dos bloques de conferencias y un nuevo grupo de trabajo.
Los bloques dedicados a conferencias, uno dedicado a la "crisis" como "estafa" y otro centrado en vigilancia, represión, protección de datos y libertades civiles. La primera tanda de intervenciones contó con el activista Enric Duran (Faircoop & CIC), la Fundación Finsalud y el periodista y abogado experto en movimientos sociales Hibai Arbide. En el segundo bloque participarían Jeremie Zimmermann, James Love, Jeremy Malcolm, Renata Ávila y European Digital Rights además de Arjen Kamphuis y Alberto Escorcia (LoQueSigue TV).
También tuvo lugar este día un grupo de trabajo titulado "Libertad de expresión, libertad de información, libertad de acción: estado de la cuestión y coordinación de luchas en el Estado español" en el que se analizaron las conocidas como "ley Mordaza" y "ley Torquemada" de la mano de LegalSol, Rights International Spain y el abogado Carlos Almeida.
La jornada finalizaría con una serie de talleres informativos sobre autodefensa digital y derecho a la privacidad de las comunicaciones, como derecho a la información y a la libertad de expresión además de un taller específico para periodistas impartido por el Centre for Investigative Journalism.
El 2 de noviembre finaliza la séptima edición del Free Culture Forum con una jornada dedicada a  "Makers y modelos de negocio" que tuvo lugar en la Universidad de diseño BAU, Barcelona.
Participantes: Ateneus de Fabricació Digital, Lab BAU, Ehcofab – Fabmóvil, La Companyía,  Defko Ak Ñiëp, Kër Thiossane, colectivo Malahembra y Josef Prusa, desarrollador Reprap.
Cierra la jornada una conferencia escénica realizada por ZEMOS98.

### FCForum 2016
El Fcforum 2016 se celebró en la Universidad de diseño BAU de Barcelona los días 18, 19 y 20 de octubre y giró en torno a la cultura maker y el diseño abierto.